# مخربة العبدي
مخربة العبدي، هو مخربة بن بشر من بني الجعيد بن صبرة بن الدئل بن قيس بن رئاب بن زيد العبدي
ذكر ابن سعد في طبقاته الكبري المشهورة، اسم هذا الصحابي ضمن وفد عمان إلى النبي ﷺ يقول: روى علي بن محمد القرشي عمن روى من أهل العلم، قالوا: أسلم أهل عمان، فبعث لهم رسول الله ﷺ العلاء بن الحضرمي؛ ليعلمهم شرائع الإسلام، ويصدق أموالهم لهم، فخرج وفدهم إلى رسول الله ﷺ فيهم أسد بن يبرح الطاحي، فلقوا رسول الله ﷺ فسألوه أن يبعث معهم رجلا يقيم أمرهم، فقال مخربة العبدي واسمه مدرك بن خوط: ابعثني إليهم، فإن لهم علي منة، أسروني يوم جنوب، فمنوا علي، فوجهه معهم إلى عمان.
- ((مَخْرَبة: بموحدة، وَزْن ثعلبة، بن بشر من بني الجعيد بن صبرة بن الدئل بن قيس بن رئاب بن زيد العبدي.)) ((وهو غَيْر مخربة الذي يأتي بعده قريبًا يعنى: مخربة بن عدي.))

## وصلات داخلية
- صحابة
- عمان
- كتاب الطبقات الكبير